# Les Dossiers de l'Agence O (nouvelles)
Cet article concerne le recueil de nouvelles. Pour l'article sur la série télévisée, voir Les Dossiers de l'Agence O.
Les Dossiers de l'Agence O est un recueil de nouvelles de Georges Simenon paru en 1943.
Ces quatorze nouvelles sont écrites à la villa Agnès à La Rochelle, (Charente-Maritime), en juin 1938. Elles ont été prépubliées d’avril à novembre 1941 dans la série « Les Dossiers de l’Agence O » de la collection Police-Roman, avec des illustrations photographiques in texte de René Péron. 
L'Arrestation du musicien et La Cage d'Émile (sous le titre de La jeune fille de La Rochelle) ont également été publiées dans la collection Le Jury cette même année.

## Personnages récurrents
- Torrence, ex-inspecteur de la police judiciaire, ancien collaborateur du commissaire Maigret, directeur  de l’Agence O ;
- Émile, soi-disant photographe, mais en réalité le vrai patron de l’Agence, qui observe les clients derrière une glace sans tain ;
- Barbet, ancien pickpocket reconverti.

## Liste des nouvelles
- La Cage d’Émile
  - Depuis des mois, des vols de bijoux mettent la police en échec. La compagnie d’assurances a chargé l’Agence O de les retrouver. Un indice matériel (un fétiche basé sur une queue de serpent à sonnette) est enfin découvert, mais subtilisé par une jeune fille. Émile, un détective de l’agence, décide de la suivre jour et nuit et, plutôt que de risquer se faire semer, décide de l’accompagner ouvertement.  Elle réussit cependant à lui échapper, étant une championne de course participant au rallye de Monte-Carlo, mais quelque chose l’a mis sur la piste des bijoux. Il les retrouve pendant qu’elle réussit à s’enfuir avec sa complicité. Ils avaient joué à égalité.

- La Cabane en bois
  - Jean Marchons est mort. Il a été assommé à coup de marteau, son cadavre a été pendu, puis jeté dans le canal gelé. Le principal suspect, le mari trompé, a brûlé une corde et ses bottines à lacets. mais n’a pas fait disparaître le marteau. L’Agence O, alertée par la maîtresse de Marchons, sera peut-être dans l’obligation d’accuser sa cliente.

- L’Homme tout nu
  - Un célèbre avocat parisien se trouve pris dans une rafle mais réussit à ne pas être reconnu. Il demande à l’Agence O d’identifier qui l’avait convoqué dans le café louche où la police l’a ramassé, mais commence par éloigner son directeur de Paris. Il a dans la poche la clef d’un coffre-fort installé dans une villa pendant que son propriétaire séjourne en Australie. Il va falloir déterminer s’il est honnête ou véreux, même si la différence est parfois ténue.

- L’Arrestation du musicien
  - Au grand dam de la police officielle, les membres de l’Agence O franchissent largement - et plusieurs fois - les bornes de la légalité pour empêcher que le saxophoniste soit inculpé pour meurtre. Ils arrivent - mais difficilement - à établir la preuve de la machination visant à compromettre le musicien.

- L’Étrangleur de Moret
  - Deux hommes déclarant le même nom, précisant venir de Carcassonne, réclament dans deux auberges différentes de Moret-sur-Loing la chambre 9, et sont retrouvés étranglés le lendemain matin. Une jeune femme mystérieuse, venant de tahiti, quadrille méthodiquement les rives du Loing. Un journaliste allemand est empoisonné. À coup de communications téléphoniques ruineuses, l’Agence O parvient à démêler l’affaire, et à retrouver le tube de perles que tous cherchaient.

- Le Vieillard au porte-mine
  - Émile, de l’Agence O, prévenu par un message en morse, trouve un cadavre dans le placard d’une pension. C’est celui d’un policier polonais, qui traque incognito un réseau de faux-monnayeurs, mais sans résultat. En remontant la piste du crime, Émile a plus de succès

- Les Trois Bateaux de la calanque
  - La maîtresse du banquier a été assassinée en plein jour, en pleine mer, en plein soleil, à la vue de trois témoins. Heureusement, Émile, de l’Agence O, connaît les secrets de l’estanque au jeu de boules ainsi que la technique de la pêche au boulantin avec des piades. Sans ces talents de société, le mystère serait resté entier, et l’assassin impuni.

- La Fleuriste de Deauville
  - La fleuriste du casino de Deauville et le chasseur de l’hôtel ont été assassinés. Tout accuse Madame Davidson dont le mari venait d’engager l’Agence O pour veiller sur ses bijoux, qu’elle avait tendance à semer. Bavarder avec le nouveau chasseur s’avère très utile pour s’apercevoir que tout cela n’était qu’une sanglante affaire de famille.

- Le Ticket de métro
  - Atteint d’une balle de révolver, un client vient mourir dans les bureaux de l’Agence O. C’est un confortable bourgeois de Saint Étienne qui devait marier son fils le lendemain. Seuls indices : un ticket de métro, et dans sa poche un gros revolver qui a servi il y a peu. Mais pourquoi recevait-il régulièrement par la poste des boîtes d’aquarelle alors qu’il ne peignait pas ? Quand ses derniers mots, plus ou moins intelligibles, sont enfin compris, l’évidence s’impose d’elle-même.

- Émile à Bruxelles
  - Quand la bonne s’est fait voler le vison de sa patronne par un amant indélicat, le plus surprenant fut que son patron, cinéaste désargenté, ouvrit un crédit illimité à l’Agence O pour le retrouver. Puis voulut tout arrêter. Une stupide enquête : Bruxelles, Anvers, Amsterdam. Rotterdam, où l’on comprend enfin la raison de ces volte-faces.

- Le Prisonnier de Lagny
  - L’Agence O reçoit l’appel au secours d’un homme se disant prisonnier dans une maison isolée entre un canal et une rivière. Ses limiers ont vite fait de localiser l’endroit, à Lagny, mais le séquestré ne s’y trouve plus. Quelques indices les mettent sur la piste d’un peintre ayant ancré son bateau à Saint-Cloud. Des indices, des présomptions, mais aucune preuve. Jusqu’à ce qu’Émile prenne des risques.

- Le Club des vieilles dames
  - Le Club des Vieilles Dames est en ébullition. Alors qu’il est réservé aux femmes de plus de cinquante ans, il apparaît qu’un homme s’y est introduit frauduleusement pendant plus d’un an. L’Agence O est chargée de comprendre pourquoi. Elle remontera la piste d’un escroc international qui fait chanter, à l’aide d’une empreinte de dents dans une pomme, l’une des membres du club, qui n’est pas non plus qui elle prétend être.

- Le Docteur Tant-Pis
  - Le docteur Maupin empoisonne-t-il madame Goron ? C’est en tout cas ce que soupçonne sa nièce, qui fait appel à l’Agence O.  Quand la tante meurt, tout semble accabler le docteur, qui a pourtant un alibi indiscutable : il était surveillé par l’agence ! Comment aurait-il pu transporter le cadavre ? À moins que l’Agence n'ait été mise volontairement sur une fausse piste…

- Le Chantage de l’Agence O
  - Une fuite s’est produite à l’Agence O. Ce qui devait à tout prix rester secret est tombé dans l’oreille de malfrats qui en profitent pour exercer un chantage, et aussi pour faire croire à la police que l’Agence elle-même est mouillée dans la combine. Dissiper les soupçons de la police est loin d’être aisé Jusqu’à ce quelques propriétés acoustiques ne soient découvertes.

## Éditions
- Édition originale : Gallimard, 1943
- Tout Simenon, tome 24, Omnibus, 2003  (ISBN 978-2-258-06109-5)
- Nouvelles secrètes et policières, tome 2, 1938-1953, Omnibus, 2014  (ISBN 978-2-258-10751-9)
- Folio Policier n° 807, 2016  (ISBN 978-2-07-046728-0)

## Adaptations
Treize nouvelles de ce recueil ont été adaptées dans le cadre de la série télévisée franco-canadienne Les Dossiers de l'Agence O, créée par Marc Simenon en 1967.